# Длиннохвостые муравьянки

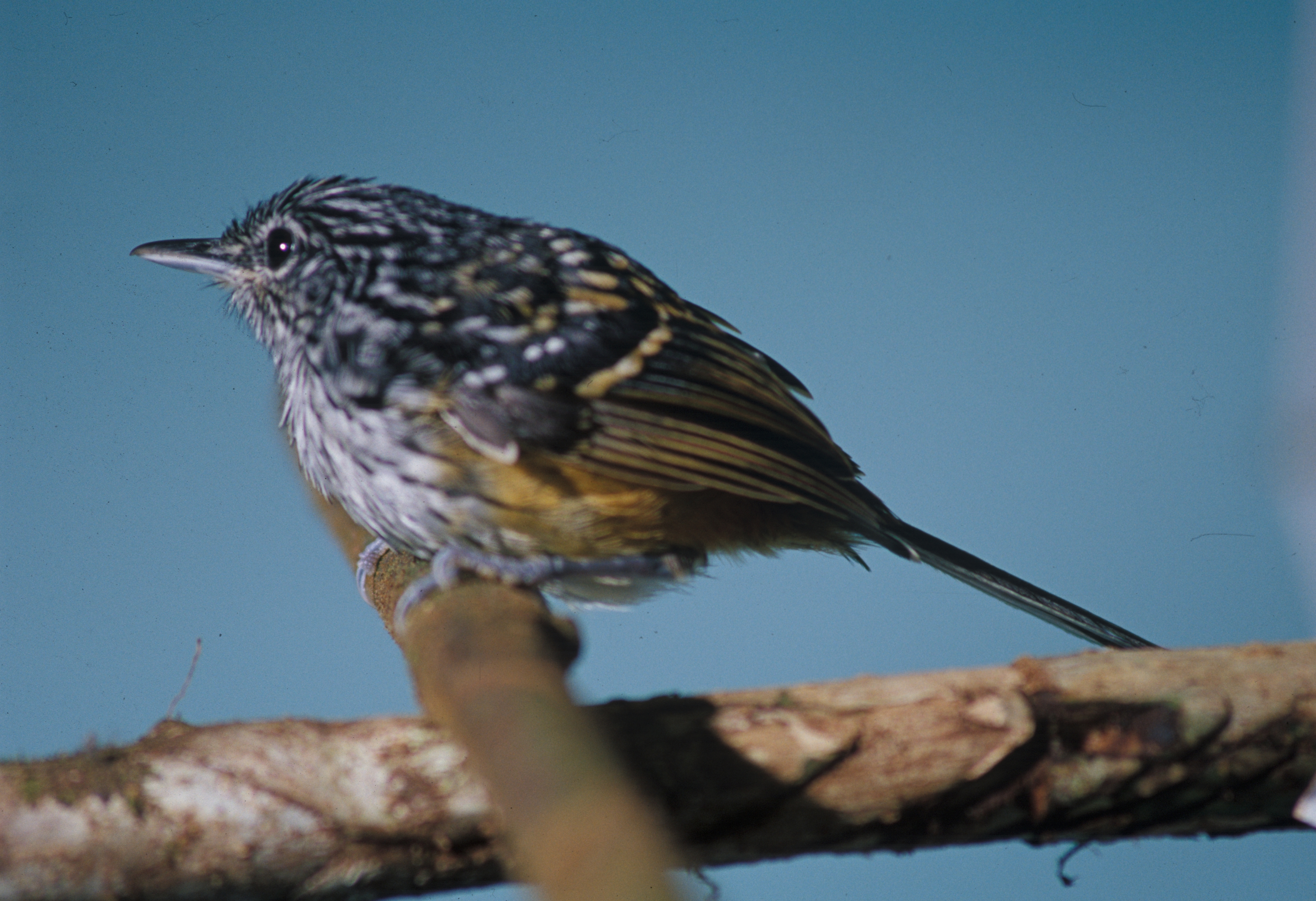
Настоящая длиннохвостая муравьянка, Drymophila caudata

Длиннохвостые муравьянки (лат. Drymophila) — род воробьиных птиц, принадлежащих семейству полосатых муравьеловок (Thamnophilidae), который группирует местные виды Южной Америки, где они распространены с севера Венесуэлы на западе к югу от Перу и к северу от Боливии, а на востоке Бразилии в Парагвай и северо-восточную Аргентину.
Род Drymophila был представлен английским натуралистом Уильямом Свенсоном в 1824 году. Типовым видом является белобровая длиннохвостая муравьянка.

## Этимология
Название рода сочетает в себе древнегреческие слова drumos — «дерево», «роща» и philos — «любящий».

## Биологическое описание

### Внешний вид
Виды этого рода являются привлекательными полосатыми муравьеловками, длина которых составляет от 11,5 до 15 см, с отмеченным штриховым рисунком и длинными градуированными хвостами. Все виды имеют полускрытое белое дорзальное пятно.

### Распространение
Шесть видов Drymophila связаны с регионами юго-восточной Бразилии; два из них — Drymophila rubricollis и Темнохвостая длиннохвостая муравьянка — также распространены в восточном Парагвае и на крайнем северо-востоке Аргентины.
Даже при их самом высоком разнообразии в бразильском атлантическом лесу, виды почти полностью парапатричны, в некоторых случаях как темнохвостая длиннохвостая муравьянка и чешуйчатая длиннохвостая муравьянка даже к исключительным предпочтениям среды обитания. Конечно, безудержное обезлесение в этом регионе может затмить то, что в прошлом имело место большее покрытие территорий. В любом случае, фрагменты местообитаний, как правило, содержат не более одного вида.
D. devillei, пестроголовая длиннохвостая муравьянка, является видом юго-западного сектора бассейна Амазонки, а дизъюнктная популяция живет в северо-западном Эквадоре и прилегающих частях Колумбии.

## Таксономия и систематика
В состав рода включают 11 видов:
- Drymophila caudata (Sclater, 1855) — Настоящая длиннохвостая муравьянка;
- Drymophila devillei (Ménégaux & Hellmayr, 1906) — Пестроголовая длиннохвостая муравьянка;
- Drymophila ferruginea (Temminck, 1822) — Белобровая длиннохвостая муравьянка;
- Drymophila genei (Filippi, 1847) — Краснохвостая длиннохвостая муравьянка;
- Drymophila hellmayri (Todd, 1915);[7]
- Drymophila klagesi (Hellmayr & Seilern, 1912);[8]
- Drymophila malura (Temminck, 1825) — Темнохвостая длиннохвостая муравьянка;
- Drymophila ochropyga (Hellmayr, 1906) — Желтопоясничная длиннохвостая муравьянка;
- Drymophila rubricollis (Bertoni, W, 1901);
- Drymophila squamata (Lichtenstein, 1823) — Чешуйчатая длиннохвостая муравьянка;
- Drymophila striaticeps (Chapman, 1912).[9]

### Бывшие виды
Ранее, некоторые авторы также рассматривали следующие виды (или подвиды) в качестве видов в рамках рода Drymophila:
- Очковый монарх (как Drymophila trivirgata)[10]
- Сероголовый монарх (как Drymophila cinerascens)[11]
- Myiagra alecto (как Drymophila alecto)[12]

## Примечание
1. ↑  Бёме Р. Л., Флинт В. Е. Пятиязычный словарь названий животных. Птицы. Латинский, русский, английский, немецкий, французский / Под общ. ред. акад. В. Е. Соколова. — М.: Русский язык, РУССО, 1994. — С. 221. — 2030 экз. — ISBN 5-200-00643-0.
2. ↑  Swainson, William[англ.]. An inquiry into the natural affinities of the Laniadae, or shrikes; preceded by some observations on the present state of ornithology in this country (англ.) // Zoological Journal : journal. — 1824. — Vol. 1. — P. 289—307 [302]. Архивировано 12 марта 2022 года.
3. ↑  Check-list of Birds of the World (неопр.) / Peters, James Lee. — Cambridge, Massachusetts: Museum of Comparative Zoology, 1951. — Т. Volume 7. — С. 209. Архивировано 12 марта 2022 года.
4. ↑  Jobling, James A. The Helm Dictionary of Scientific Bird Names (англ.). — London: Christopher Helm, 2010. — P. 140. — ISBN 978-1-4081-2501-4.
5. ↑  Rajão & Cerqueira (2006)
6. ↑   Gill F., Donsker D. & Rasmussen P.[англ.] (Eds.): Antbirds (англ.). IOC World Bird List (v12.1) (1 февраля 2022). doi:10.14344/IOC.ML.12.1. Дата обращения: 23 июля 2022.
7. ↑  Santa Marta Antbird Drymophila hellmayri Todd, 1915 Архивная копия от 17 мая 2018 на Wayback Machine en Avibase.
8. ↑  Klages's Antbird Drymophila klagesi Hellmayr & von Seilern, 1912 Архивная копия от 17 мая 2018 на Wayback Machine en Avibase.
9. ↑  Streak-headed Antbird Drymophila striaticeps Chapman, 1912 Архивная копия от 17 мая 2018 на Wayback Machine en Avibase.
10. ↑  Symposiachrus trivirgatus - Avibase. avibase.bsc-eoc.org. Дата обращения: 16 мая 2018. Архивировано 17 мая 2018 года.
11. ↑  Monarcha cinerascens - Avibase. avibase.bsc-eoc.org. Дата обращения: 16 мая 2018. Архивировано 17 мая 2018 года.
12. ↑  Myiagra alecto - Avibase. avibase.bsc-eoc.org. Дата обращения: 16 мая 2018. Архивировано 17 мая 2018 года.

## Внешние ссылки
- Ecuadorian birds: Report of «Long-tailed Antbird»